# Chondracris bengalensis
Chondracris bengalensis är en insektsart som beskrevs av Mungai 1992. Chondracris bengalensis ingår i släktet Chondracris och familjen gräshoppor. Inga underarter finns listade i Catalogue of Life.